# The Disaster Artist (livro)
The Disaster Artist: My Life Inside The Room, the Greatest Bad Movie Ever Made é um livro não-fictício estadunidense de 2013 escrito por Greg Sestero e Tom Bissell. A obra relata em detalhes a produção e realização do filme independente The Room e a relação com o cineasta Tommy Wiseau. Em dezembro de 2017, a adaptação cinematográfica homônima foi lançada com James Franco e Dave Franco nos papeis principais.